# Migrations slaves dans les Balkans

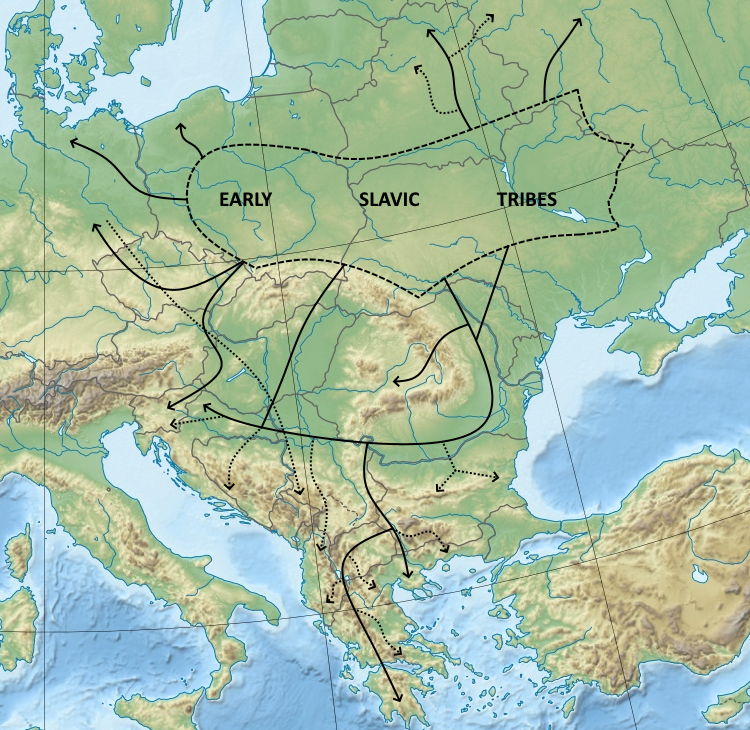
« Patrie slave » et migrations aux (selon Dvornik 1956 ; Váňa 1983 ; Sedov 1994, 1995 ; Barford 2001).

Les premiers Slaves ont commencé à migrer en masse vers l'Europe du Sud-Est entre la première moitié du VIe siècle et le VIIe siècle, soit au début du Moyen Âge. La propagation démographique rapide des Slaves a été suivie dans les Balkans d'échanges de populations, d'un mélange ethnique et d'un changement de langue vers et depuis les parlers slaves.
La colonisation des Balkans par les Slaves fut facilitée par la diminution substantielle de la population du sud-est de l'Europe à cause de la peste de Justinien. Une autre raison en était le Petit Âge Glaciaire de la fin de l'Antiquité (en), qui a duré de 536 à environ 660 de notre ère, et la série de guerres entre l'Empire sassanide et les nomades des steppes contre l'Empire romain d'Orient. Après l'arrivée des Avars pannoniens au milieu du VIe siècle, les Slaves continuèrent à mener des incursions sur le territoire romain, souvent indépendamment de l'influence des Avars. Après l'échec du siège de Constantinople à l'été 626 et le succès de la révolte slave contre les Avars, ils restèrent dans la région plus vaste de l'Europe du Sud-Est après avoir colonisé les provinces byzantines sises au sud des fleuves Save et Danube, de la mer Adriatique à la mer Égée et à la mer Noire.
Épuisée par plusieurs facteurs et réduite aux régions côtières des Balkans, Byzance n'était pas en mesure de mener la guerre sur deux fronts et de reconquérir ses territoires perdus. Les Byzantins s’accommodèrent donc de l'établissement des Sklavinies et créa une alliance avec elles contre les Khaganats avars et bulgares.

## Contexte historique

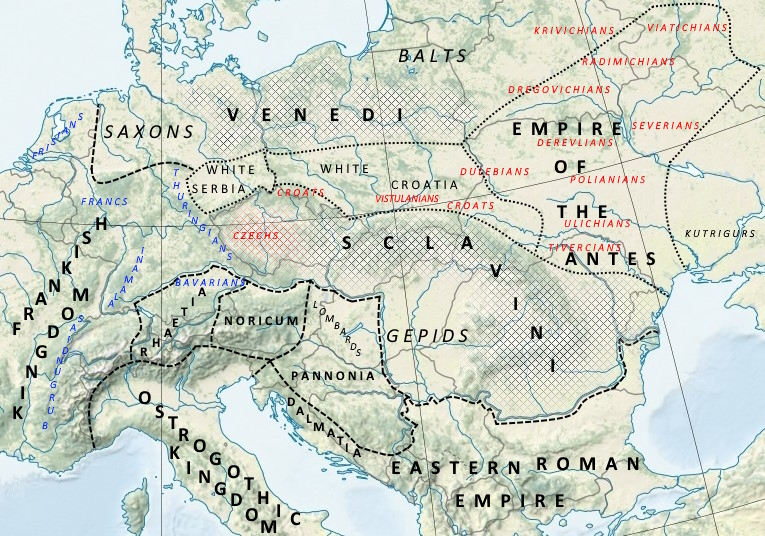
Situation historique vers 560 après J.-C. — avant l'invasion des Avars pannoniens — selon Francis Dvornik (1949–1956).

Avant les invasions barbares, la population de l'Europe du Sud-Est était composée de Grecs anciens, d'Illyriens et de Thraces qui avaient été romanisés et hellénisés, ainsi que de sujets romains. Des communautés de Bastarnes, Skires, Hérules, Gépides et Lombards étaient également présentes au milieu du VIe siècle,. Après les campagnes destructrices d'Attila le Hun et des Goths, qui étaient auparavant des fédérés, lesquelles aboutirent à la chute de l'Empire romain d'Occident (476 de notre ère), l'empereur romain d'Orient Justinien Ier commença la reconstruction des forteresses, des villes et relança la christianisation. Cependant, la peste de Justinien (de 541 à 549 jusqu'au milieu du VIIIe siècle) décima la population indigène, entraînant l'affaiblissement des limes pannonien (en) et danubien (en). Divers facteurs, dont notamment le Petit Âge glaciaire de la fin de l'Antiquité (en) et la pression démographique, ont poussé la migration des Slaves anciens (en), qui, depuis le milieu du VIe siècle, étaient également dirigés par les Avars pannoniens,,,. L’adoption d’autres coutumes culturelles européennes médiévales, notamment liées à l’agriculture, a également entraîné une croissance démographique parmi les Slaves.
Les Slaves anciens auraient pu être présents sporadiquement dans le bassin des Carpates à l'époque des Iazyges sarmates (et potentiellement être apparentés aux Limigantes (sr)),. Ils ont probablement participé aux campagnes des Huns et de diverses tribus germaniques à partir de la fin du Ve siècle, bien qu'il n'y ait aucune trace dans les sources historiques ; la seule preuve en étant les mots slaves « medos, kamos, strava », trouvés dans un camp hunnique,.

## Histoire

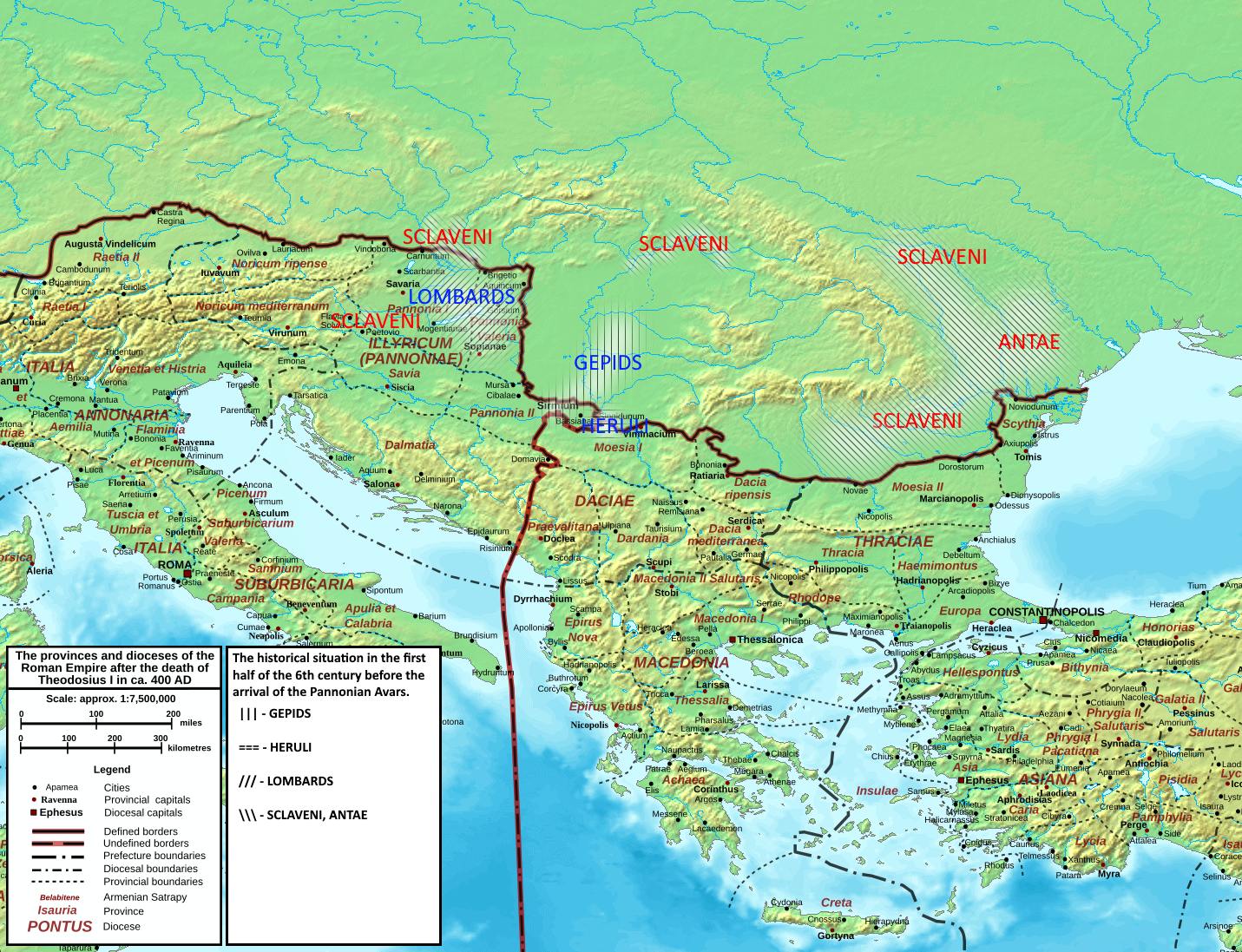
Situation historique vers 560 — avant l'invasion des Avars pannoniens, montrant l'emplacement des Sclaveni (Slaves), des Antes, des Gépides, des Lombards et des Hérules (par Pavlovič 2017 ; Filipec 2020).

Les Slaves qui se sont installés dans le sud-est de l'Europe comprenaient deux groupes : les Antes et les Sclaveni (en). Les premiers raids slaves certains remontent au début du VIe siècle, à l'époque de l'empereur romain d'Orient Justin Ier ( r. 518-527 ), coïncidant avec la fin de la révolte vitalienne de 511–518. Procope rapporte qu'en 518 une grande armée des Antes, « qui habitent près des Sclavènes », traversa le Danube pour entrer en territoire romain, mais subit une sévère défaite face au magister militum per Thraciam Germanus,. En 536, quelque 1 600 cavaliers et archers de cavalerie slaves, huns et antes arrivèrent en Italie en renfort des Byzantins pour secourir Bélisaire,. Les raids continuèrent avec des incursions toujours plus rapides et plus fortes à l'époque de Justinien Ier (r. 527-565), Procope enregistrant que l'ensemble de l'Illyrie et de la Thrace était pillé presque chaque année par les Huns,  les Sclavènes et les Antes, qui à chaque incursion causaient d'énormes dommages à la population romaine indigène, faisant de la région un « désert scythe ». Les Slaves ont peut-être également participé au raid dévastateur des Huns de l'hiver 539/540 qui a ravagé les terres de la côte adriatique jusqu'à Constantinople. Vers les années 540, les Sclavènes participent à divers conflits impliquant les Goths et les Lombards,, mais l'emplacement exact de leur base reste un sujet de débat scientifique (très probablement dans le bassin des Carpates près de la frontière danubienne),, :
Car une grande foule de barbares, les Sclavènes, avaient, par hasard, récemment traversé l'Ister [le Danube], pillé le pays voisin et asservi un très grand nombre de Romains... Les Huns, les Antes et les Sclavènes avaient déjà effectué la traversée à de nombreuses reprises et causé des dommages irréparables aux Romains... A peu près à cette époque [548] une armée de Sclavènes traversa l'Ister et répandit la désolation dans toute l'Illyrie jusqu'à Épidamne, tuant ou réduisant en esclavage tous ceux qui se présentaient sur leur chemin, jeunes et vieux, et pillant leurs biens. Et ils avaient déjà réussi à prendre de nombreuses places fortes de cette région, qui étaient alors sans défense, mais qui auparavant avaient la réputation d'être des places fortes, et ils continuèrent à errer, pillant tout à leur guise. Et les commandants des Illyriens continuèrent à les poursuivre avec une armée de 15 000 hommes, sans toutefois avoir le courage de s'approcher de l'ennemi.
A peu près à cette époque [en 549] une armée de Sclavènes ne comptant pas plus de 3 000 hommes traversa la rivière Ister sans rencontrer d'opposition, avança immédiatement jusqu'à la rivière Hebrus, qu'elle traversa sans difficulté, puis se divisa en deux parties. Une section contenait 1 800 hommes, tandis que l'autre comprenait le reste. Et bien que les deux sections fussent ainsi séparées l'une de l'autre, les commandants de l'armée romaine, en les engageant contre eux, tant en Illyrie qu'en Thrace, furent vaincus de manière inattendue, et certains d'entre eux furent tués sur le champ de bataille, tandis que d'autres se sauvèrent par une fuite désordonnée. Or, après que tous les généraux eurent été ainsi traités par les deux armées barbares, bien qu'ils fussent bien inférieurs en nombre aux forces romaines, une section de l'ennemi engagea le combat contre Asbad. Cet homme était un garde de l'empereur Justinien, car il servait parmi les candidats comme on les appelle, et il était également commandant des cohortes de cavalerie qui, depuis les temps anciens, étaient stationnées à Tzurullum, la forteresse de la Thrace, un corps nombreux des meilleures troupes. Les Sclavènes les mirent également en déroute sans difficulté, et ils tuèrent la plupart d'entre eux dans une fuite des plus honteuses... Ayant accompli ces choses, ils se mirent à piller toutes les villes, tant de Thrace que d'Illyrie, dans une sécurité relative ; et les deux armées capturèrent de nombreuses forteresses par siège... Alors ceux qui avaient vaincu Asbad pillèrent tout jusqu'à la mer et prirent d'assaut une ville côtière nommée Topirus ... Ils tuèrent alors immédiatement tous les hommes, jusqu'à un nombre de quinze mille, prirent tous les objets de valeur comme butin et réduisirent les enfants et les femmes en esclavage. Avant cette attaque, ils n'avaient épargné personne, tuant tous ceux qui tombaient sur leur chemin, jeunes et vieux, de sorte que toute la terre habitée par les Illyriens et les Thraces s'est retrouvée partout remplie de cadavres non enterrés... C'est ainsi que les Sclavènes détruisaient systématiquement ceux qui se trouvaient sur leur chemin. Mais à partir de ce moment-là, ceux-ci et ceux de l'autre armée, étant comme ivres de la grande quantité de sang qu'ils avaient versé, jugèrent bon de faire prisonniers certains de ceux qui tombaient entre leurs mains, et par conséquent ils emmenèrent avec eux d'innombrables milliers de prisonniers lorsqu'ils repartirent tous sur le chemin du retour.
À un moment donné, à la fin des années 530 ou au début des années 540, les Sclavènes et les Antes « devinrent hostiles les uns envers les autres et s'engagèrent dans une bataille, au cours de laquelle les Antes furent vaincus par leurs adversaires »,. En 545, Justinien Ier réussit à conclure une alliance avec les Antes pour arrêter les intrusions hunniques dans la région du Bas-Danube, ce qui eut toutefois pour conséquence de provoquer davantage d'intrusions sclavènes en provenance de la région du Moyen-Danube. Selon Procope, vers l'été 550, un nombre massif de Sclavènes « comme on n'en avait jamais connu auparavant » arriva sur le sol romain, après avoir traversé le Danube et être arrivés dans les environs de Naissus, prévoyant de prendre par siège Thessalonique et les villes voisines. Apprenant que Germanus levait de nombreuses troupes à Serdica au sud-est de Naissus (initialement pour une campagne contre les Goths de Totila en Italie, mais maintenant consacrés à repousser l'invasion des Sclavènes ; ce pendant que Narsès (en) devait faire face aux Koutrigoures autour de Philippopolis,), les Sclavènes abandonnèrent leurs plans initiaux et traversèrent les Alpes dinariques, arrivant dans la province de Dalmatie,. Germanus mourut bientôt, et l'armée désormais dirigée par son gendre Jean (neveu de Vitalien) et son fils Justinien reçut l'ordre de commencer à marcher vers la Dalmatie, de passer l'hiver à Salone puis de se déplacer vers Ravenne. Au moment où ils entrèrent dans la province de Dalmatie, le premier groupe de Sclavènes fut rejoint par un deuxième groupe qui traversait également le Danube et « envahit le domaine romain en toute liberté... se divisant en trois groupes et causant des dommages irréparables... non seulement en pillant ce pays par des raids soudains, mais en passant réellement l'hiver comme s'ils étaient sur leur propre terre et n'ayant aucune crainte de l'ennemi », empêchant le mouvement des armées romaines vers Ravenne sans pour autant engager de bataille,. Procope rapporte que certains pensaient que les Sclavènes avaient été invités ou soudoyés par le roi ostrogoth Totila avec de grosses sommes d'argent pour détourner les forces de l'empereur de l'attaque prévue contre son royaume,.

Finalement, l'empereur Justinien décida de rassembler une grande armée dirigée par les commandants Jean, Narsès, Constantien (en), Aratius, Justin (fils aîné de Germanus) et le commandant suprême Scholasticus (en) (eunuque impérial). Ils affrontèrent au printemps 551 l'une des trois armées slaves près d'Adrianopolis en Thrace, où « les Romains furent sévèrement vaincus. Dans cette bataille, beaucoup des meilleurs soldats périrent, et les généraux faillirent tomber aux mains de l'ennemi, réussissant seulement avec difficulté à s'échapper avec le reste de l'armée et ainsi se sauver, chacun du mieux qu'il put », Les Sclavènes capturèrent l'étendard de Constantianus, allèrent piller Astica et atteignirent le mur d'Anastase, où les forces romaines remportèrent une victoire sur une partie des forces barbares, récupérant l'étendard et sauvant de nombreux captifs romains ; néanmoins, les Sclavènes partirent avec un grand butin,. La même année (ou au début 552,), une autre horde de Sclavènes attaqua l'Illyrie « et y infligea des souffrances difficiles à décrire », aidées à deux reprises par les Gépides pour traverser le Danube (les Gépides contrôlant les passages fluviaux du Danube moyen, de la Save et de la Drave, y compris le territoire autour de Sirmium, ce qui offrait une route évitant les forts défensifs sur le limes et entrant dans la Haute Mésie, l'Illyrie, la Thrace jusqu'à Constantinople) :
Et l'empereur Justinien envoya contre eux une armée commandée par les fils de Germanus et d'autres dignitaires. Mais comme cette armée était très inférieure en nombre à l'ennemi, elle était tout à fait incapable de l'attaquer, mais restait toujours à l'arrière et abattait les traînards laissés par les barbares. Ils en tuèrent un grand nombre, mais firent quelques prisonniers qu'ils envoyèrent à l'empereur. Mais néanmoins ces barbares continuèrent leur œuvre de dévastation. Et comme ils passèrent un long moment dans cette expédition de pillage, ils remplirent toutes les routes de cadavres, réduisirent en esclavage d'innombrables multitudes et pillèrent tout sans rencontrer aucune opposition ; puis finalement, ils repartirent pour le voyage de retour avec tout leur butin. Les Romains ne pouvaient pas non plus leur tendre une embuscade pendant qu'ils traversaient l'Ister, ni leur nuire d'aucune autre manière, puisque les Gépides, ayant engagé leurs services, les prirent sous leur protection et les firent traverser, recevant une grosse rémunération pour leur travail. Le paiement s'élevait à un statère d'or par tête. L'empereur fut alors profondément vexé, voyant qu'il n'avait plus aucun moyen de contenir les barbares lorsqu'ils traversaient l'Ister pour piller le domaine romain, ou lorsqu'ils partaient de telles expéditions avec le butin qu'ils avaient gagné, et il souhaitait pour ces raisons conclure une sorte de traité avec la nation des Gépides... Mais peu de temps après, lorsque les Lombards, conformément aux termes de leur alliance, demandèrent une armée pour combattre avec eux contre les Gépides, l'empereur Justinien l'envoya, accusant les Gépides d'avoir, après le traité, transporté certains des Sclavènes à travers la rivière Ister au détriment des Romains.

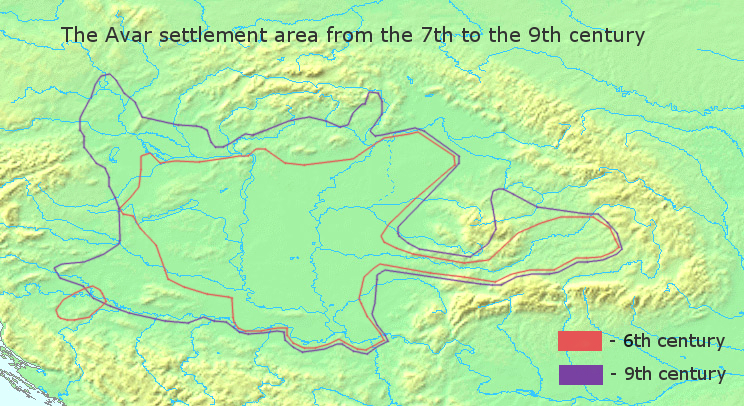
Zone de peuplement de l'élite des Avars pannoniens du. Le Khaganat avar, formé sur le territoire précédemment occupé par les Gépides, les Lombards et les Sclavènes, était une société multiethnique.

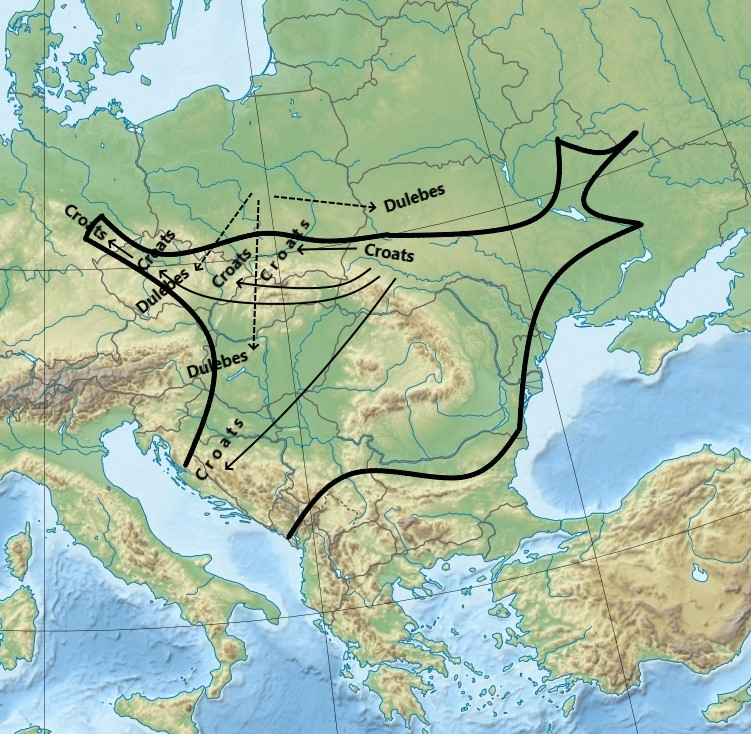
Localisation présumée et voies de migration des tribus des et des Croates blancs, selon V. V. Sedov (1979).

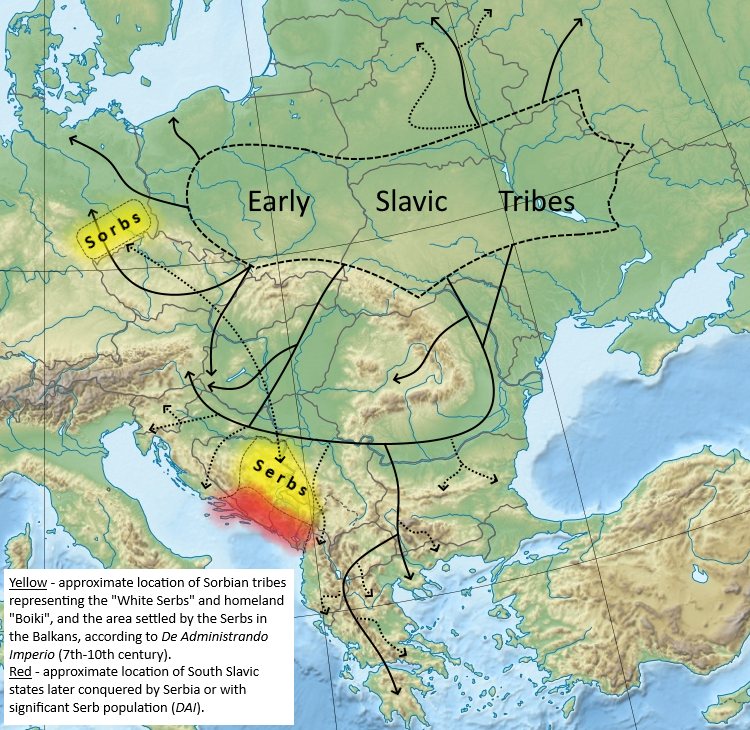
Route migratoire des au VIIe siècle.

En réponse à l'intrusion slave, les Byzantins manigancent un conflit entre les Gépides et les Lombards (qui se conclura par la défaite des Gépides), et Justinien Ier initie un vaste programme de construction de plus de 600 forts sur trois lignes défensives dans les Balkans, grâce auquel aucun raid indépendant des Sclavènes ne sera reporté entre 552 et 577,. En 558/559, certains Sclavènes rejoignirent les Koutrigoures menés par Zabergan dans leur invasion dévastatrice des Balkans,. Les circonstances historiques ont considérablement changé avec l'arrivée des Avars pannoniens (après la disparition des Gépides (en) et le départ des Lombards en 568). Les Avars combattent et soumettent les Antes (en 562, mais ceux-ci conservent leur indépendance en tant qu'alliés byzantins jusqu'en 602) et les Sclavènes (les Slaves pannoniens du Danube perdent leur indépendance face aux Avars entre 571 et 578, tandis que les Slaves du Bas-Danube et les Valaques conservent leur autonomie, bien qu'étant alliés aux Avars depuis 585). Il est considéré comme peu probable que les Avars aient régné à un moment donné sur tous les Slaves de la région du Danube, ; l'on pense aussi que « que ce soit de manière autonome ou sous la direction des Avars », les Slaves ont continué à mener des incursions sur le territoire romain.
Après la mort de Justinien Ier, le nouvel empereur romain Justin II ( r. 565-574 ) interrompt le paiement du tribut aux Avars, déclenchant ainsi une guerre qui durera près d'un siècle (568–626). Alors que les Byzantins étaient préoccupés par les guerres de 572-591 (en) et de 602-628 contre l'Empire sassanide, les Avars et les Slaves poursuivirent leurs intrusions dévastatrices le long des frontières byzantines, du nord de l'Italie au sud de la Grèce ; au milieu du VIIe siècle, les Slaves s'étaient installés dans tous les Balkans et le Péloponnèse. Ménandre le Protecteur rapporte que durant la quatrième année du règne conjoint des empereurs Justin II et Tibère II Constantin (soit en 578), quelque 100 000 Sclavènes avaient ravagé la province de Thrace et de nombreuses autres régions. Jean de Biclar mentionne que le pillage des Sclavènes atteignaient jursqu'aux murs de Constantinople. Tibère parvient cependant à conclure une alliance à court terme avec le khagan avar Bayan I, dont l'envoyé auprès du chef slave Daurentius fut refusé et assassiné, et quelque 60 000 cavaliers avars aidés par le quaestura exercitus byzantin et le magister militum d'Illyrie, Iohannes, attaquèrent alors les colonies slaves dont la population chercha refuge dans les bois. Bien que l'attaque avare ait libéré certains Byzantins captifs ainsi qu'un certain nombre de fortifications, elle ne change au final pas grand chose à la situation générale dans la région : dès l'année suivante, une autre ambassade romaine est prise en embuscade par les Scalvènes en Illyrie, tandis que le khagan conspirait à la chute du système de défense byzantin. D'après les recherches archéologiques menées sur les forts, la dévastation de la Dalmatie par les Avars et les Slaves s'est produite à la fin des années 560 et au début des années 570, provoquant une diminution de la population dans la région jusqu'à la fin du VIe siècle.
L'empereur byzantin Maurice (r. 582-602 ) dans ses campagnes balkaniques (582–602) ne parvient pas à arrêter le siège réussi de Sirmium (580 à 582), bien que ses généraux remportent les Batailles de Viminacium (en) (en 599 ; capturant également 8 000 Sclavènes), et parviennent à traiter avec le rex Musokios (en) des Sclavènes du Bas-Danube et ses chefs Ardagast (en) et Peiragastus (593–594). Cependant, les attaques slaves reprennent bien vite : la campagne débutée par le siège de Thessalonique (en) (617) et la destruction de plusieurs villes, dont Justiniana Prima et Salona, culmine avec le siège infructueux de Constantinople (626),. Après le siège, entre 628 et 629, Georges de Pisidie rapporte que les Slaves et les Avars se déchirent, « ce qui les empêchait de mener une guerre commune » — ceci indique que les Slaves pannoniens avaient réussi à se libérer de la domination avare, ce qui coïncide avec le récit de De Administrando Imperio sur la guerre entre les Croates et les Avars dans la province romaine de Dalmatie. S'ensuit l'installation des Croates et des Serbes dans la province de Dalmatie, qui fut acceptée par l'empereur Héraclius dans le but d'apporter la paix à la province et de créer une zone tampon contre les Avars,. D'autres tribus slaves migrent à cette époque du nord au sud : les Doulèbes (en), les Dregovitches (en), les Sévérianes, Abodrites du Danube (en), les Daleminciens et les Milcènes,.
Selon Procope, l'organisation sociale et politique slave était une sorte de démocratie dans laquelle un conseil de nobles dirigeait la communauté tribale. Cette organisation permettait aux tribus slaves de préserver leur cohésion indépendamment des facteurs environnementaux, mais selon Johannes Koder, elle « empêchait la résistance militaire coordonnée contre l'ennemi », ce qui les rendait susceptibles de se trouver dans une situation où elles étaient sous la direction politique d'une puissance étrangère,. Lorsque les Slaves et plus tard les Avars entrèrent dans le sud-est de l'Europe, ils n'avaient pas de tactiques de siège avancées ; mais, vers 587, ils finissent par acquérir ces connaissances grâce au contact avec la culture byzantine, et de ce fait, aucune colonie urbaine ni aucun fort ne pouvaient plus leur résister. Avec la destruction des fortifications romaines, les Byzantins perdirent leur pouvoir militaire et administratif dans les provinces balkaniques. La population indigène fut souvent décimée et des groupes plus ou moins importants de Slaves s'installèrent dans les terres dévastées. L'installation des Slaves se faisait à l'automne, lorsque les provisions pour l'hiver étaient assurées pour les hommes et les animaux. 

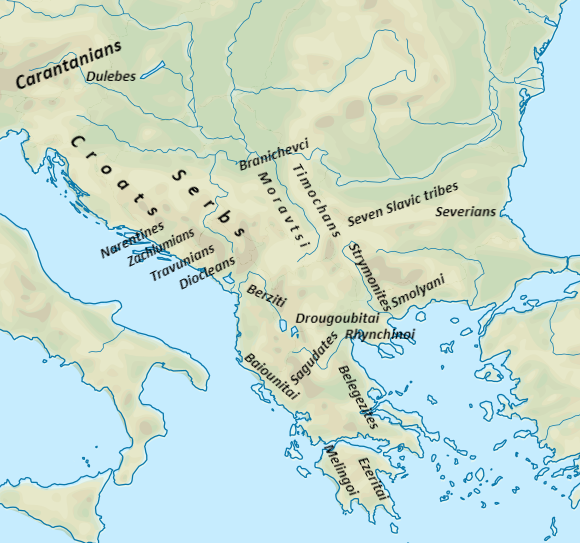
Localisation approximative des tribus slaves du Sud, selon V. V. Sedov (1995).

Les Slaves établissent un dense réseau de colonies en Europe du Sud-Est, et plus précisément dans la préfecture prétorienne d'Illyrie :
- Dans la province romaine tardive de Norique se trouvait la colonie slave des Alpes orientales (en) (Carantaniens (en)).
- En Pannonie se trouvaient les Slaves pannoniens (en) (dont les Doulèbes (en) pannoniens).
- La province de Dalmatie (en) était peuplée par les Croates blancs, les Serbes blancs, les Narentins, les Zachlumiens, les Travoniens et les Kanalites (en).
- Les provinces de Mésie et de Dardanie étaient habitées par les Merehani (en), les Braničevci, les Timotchanes et les Praedenecenti (en).
- Les provinces de Dacie ripuaire (en) et de Mésie Seconde étaient habitées par les Sept Tribus slaves et les Sévériens.
- Dans une partie du diocèse de Thrace se trouvaient les Smolyanes (en) et les Strymonites (en).
- Dans tout le diocèse de Macédoine se trouvaient de nombreuses tribus de Dragovites, de Berzites, de Sagoudates, de Rhynchites, de Baiounitai, de Bélégézites, de Mélinges et d'Ézérites. En outre, Thomas le Presbyte rapporte en 623 que les Slaves « envahirent la Crète et les autres îles. Là, quelques hommes bénis de Qenneshre (en) furent faits prisonniers et une vingtaine d'entre eux furent tués » ; les érudits considèrent que la colonisation slave sur l'île débuta au milieu du Xe siècle[66].
- Certains Slaves de Thrace furent également déplacés vers l'Anatolie et devinrent plus tard connus sous le nom de Slaves d'Asie Mineure[67].

Finalement, les Slaves installés dans les anciennes provinces romaines de Pannonie et de Dalmatie ont atteint un degré substantiel d'autonomie ou d'indépendance, établissant des Sklavinies influencées à la fois par la Francie et par l'Empire byzantin. Dans la plupart des régions des anciens diocèses de Dacie et de Thrace, les Sklavinies tombèrent sous la domination du Premier Empire bulgare, tandis que dans le diocèse de Macédoine, elles manquaient d'organisation politique, à cause de quoi l'Empire byzantin en reprit le contrôle ; après 200 ans, les Slaves des Balkans du sud furent finalement assimilés par la majorité grécohpone. Sur le territoire de l'Albanie actuelle, la majorité albanophone assimile les colons slaves locaux,. De ces mélanges émerge l'aire linguistique balkanique,.

### Christianisation
Après l'installation des Slaves, l'administration de l'Église – qui était contrôlée par un réseau dense d'évêchés romains – s'effondre, et la majeure partie de l'Europe du Sud-Est se tourne vers  le paganisme. De nombreux Slaves commencèrent cependant bientôt à accepter les coutumes culturelles des provinces romaines civilisées, et, afin d'étendre leur influence culturelle et étatique sur les Slaves du Sud, l'Église romaine et le Patriarcat œcuménique de Constantinople commencèrent le processus de christianisation des Slaves (en). Dès 558, Martin de Braga mentionnait les Slaves parmi les barbares baptisés, très probablement en référence aux Slaves pannoniens,. En mai 591, le pape Grégoire Ier conseilla aux évêques d'Illyrie d'accepter leurs collègues réfugiés face aux invasions. Certains diocèses disparaissent en effet des sources historiques, comme Virunum et Poetovio (Ptuj) vers 579, Celea (Celje) et Emona (Ljubljana) vers 588, et Teurnia (Spittal an der Drau) et Aguntum (Lienz) vers 591. Le pape Agathon, dans une lettre adressée à l'empereur byzantin Constantin IV concernant le troisième concile de Constantinople (680-681), mentionnait que de nombreux évêques de l'Église romaine étaient actifs « au milieu des barbares - les Lombards et les Slaves, ainsi que les Francs, les Goths et les Bretons ». Une note épiscopale du milieu du VIIIe siècle mentionne les Slaves comme faisant partie de la juridiction territoriale de l'Église romaine.

### Style de vie
Selon les données archéologiques et les sources historiques, les Slaves voyageaient principalement le long des vallées fluviales, mais dans les Balkans du Sud, ils suivaient surtout les chaînes de montagnes,. Peu de temps après leur arrivée, la culture archéologique des Slaves a changé sous l'influence des cultures indigènes et byzantines. Ceux-ci pratiquaient principalement l'agriculture, cultivant le millet commun, qu'ils ont introduit, le blé, et le lin. Ils cultivaient aussi divers fruits et légumes et apprenaient la viticulture. les Slaves pratiquaient l'élevage, utilisant des chevaux à des fins militaires et agricoles, et élevant des bœufs et des chèvres. Ceux qui vivaient dans les régions montagneuses étaient principalement bergers, et ceux qui vivaient près des lacs, des rivières et des mers utilisaient également divers hameçons et filets pour pêcher. Les Slaves étaient connus pour être particulièrement compétents dans le travail du bois et la construction navale, mais ils connaissaient également le travail du métal et la poterie.

## Archéologie et linguistique

### Premières découvertes archéologiques
Dans l'état actuel des connaissances archéologiques, les premiers sites et artefacts slaves en Moldavie sont datés du Ve siècle, en Roumanie depuis le VIe siècle, et en Transylvanie au milieu du VIe siècle (avec l'assimilation des Gépides et des vagues slaves supplémentaires depuis le milieu du VIIe siècle). Dans les régions septentrionales du bassin des Carpates (de la rivière Tisza à la Slovaquie occidentale), la présence des Slaves est confirmée archéologiquement dans la première moitié du VIe siècle. Dans le sud-ouest de la Hongrie (au sud-ouest du lac Balaton), près de la frontière avec la Slovénie et la Croatie, plus précisément dans le nord-est de la Slovénie, des datations au radiocarbone remontant au premier tiers du VIe siècle témoignent d'une implantation slave à cette époque (les Slaves se sont probablement établis dans la partie sud-ouest du bassin des Carpates avant l'arrivée des Lombards,). Les Slaves sont présents en Bulgarie et dans les pays de l'ex-Yougoslavie depuis la fin du VIe et le début du VIIe siècle,, tandis qu'en Grèce, on n'en trouve des traces certaines que depuis le VIIe siècle (bien que des invasions militaires puissent être évoquées depuis le milieu du VIe siècle).

### Routes migratoires (archéologie)

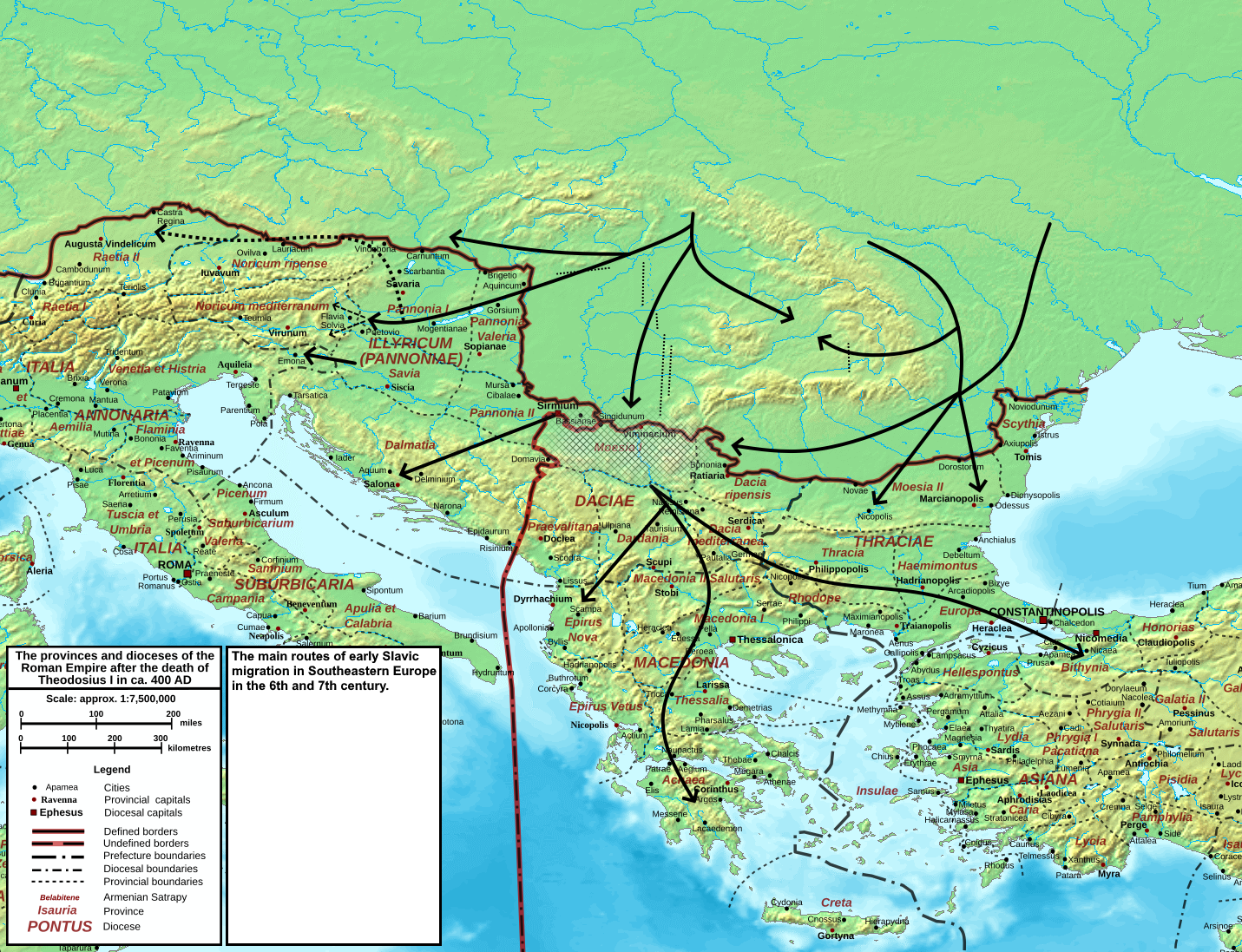
Principales routes de migration supposées des Slaves du Sud selon les données archéologiques (selon Comșa 1972 ; Teodor 1984 ; Sedov 1995 ; Janković 2015 ; Radičević 2015 ; Stanciu 2015 ; König 2022 ; Kazanski 2023 ; Pleterski 2024).

Selon les données archéologiques, historiques et linguistiques, le principal mouvement des Slaves a commencé en Ukraine occidentale et en Pologne du Sud ,, des Carpates orientales le long de la Tisza jusqu'au Danube moyen via le bassin des Carpates, et le long du Dniestr et du Prout jusqu'au Danube inférieur à l'extérieur du bassin des Carpates,,. Les Sclavènes de la culture Prague-Korchak (en) se sont principalement déplacés vers la région du Danube moyen, tandis que les Antes de culture de Penkovka (en) se sont déplacés vers la région du Danube inférieur. Les cultures sclavènes et de Prague-Korchak étaient donc présentes dans la partie occidentale (à l'est des Carpates et de la rivière Siret en Roumanie), tandis que les cultures antes et de Penkovka étaient présentes dans la partie orientale (autour de la rivière Prout en Moldavie et en Dobroudja) de la région du Bas-Danube. Cependant, les sites de Penkovka en Podolie et en Moldavie contiennent également des céramiques de Prague-Korchak, suggérant plutôt une culture mixte de Prague-Penkovka. Dans le bassin des Carpates, la culture de Prague-Korchak a été observée sur le territoire de peuplement des Lombards et des Avars ; la culture de Penkovka a également rencontré les Avars.
La partie sud-est (roumaine) du bassin des Carpates est généralement considérée comme ayant été colonisée par un mouvement depuis le Bas-Danube dans la direction est-ouest, mais il est également possible qu'il ait été colonisé dans la direction nord-sud le long de la plaine de la Tisza. Sur la base de données historiques et archéologiques, on considère généralement que la majorité des Slaves au sud du Danube sont originaires de la région du Danube moyen. On considère que les migrations ont été divisées en deux vagues principales, l'une traversant le Bas-Danube (en Roumanie), la seconde traversant le Moyen-Danube autour des Portes de Fer (frontière entre la Serbie et la Roumanie). Sur la base des découvertes de différents types de fibules et de poteries identifiées aux Slaves sur les rives du Danube autour des Portes de Fer, et de leurs analogies, les archéologues émettent l'hypothèse d'un mouvement d'une partie des Slaves d'une zone du Danube serbe actuel vers le sud-est à travers la Bulgarie du Sud vers Constantinople et l'Asie Mineure, et vers le sud le long de la Grande Morava et du fleuve Vardar jusqu'à la Thessalie et le Péloponnèse,. Des découvertes de fibules et de figurines anthropomorphes et zoomorphes de la culture de type Martynivka, souvent associées aux Antes, ont été trouvées partout dans les Balkans. mais l'association des Martynivkas avec les Antes ou les Slaves est parfois remise en question.
Sur le territoire de la Croatie, de la Bosnie-Herzégovine et de la Serbie, les premières découvertes slaves ont été attribuées à la culture de Prague-Korchak, et plus tard à une autre vague de poteries peut-être liées à la culture de Penkovka,. Les sites de Voïvodine, en Serbie, présentent des parallèles avec les découvertes du Danube moyen et inférieur et du bassin de la Save, avec des analogies montrant que la partie sud-est de la région serbe du Danube a très probablement été colonisée par des Slaves de la culture Ipotești–Cândești (en). Le site de Mušići en Bosnie-Herzégovine « a servi d'analogie pour la plupart des documents provenant des sites des Balkans centraux et occidentaux ». La plus forte concentration de sites dans les Balkans occidentaux a été trouvée en Dalmatie, celui de Kašić près de Zadar étant considéré comme « la plus ancienne trace archéologique de la présence des Croates sur le sol de la Dalmatie ». L'archéologue serbe Đorđe Janković a considéré que les pots en céramique ornementale du Danube serbe, qui présentent des analogies au nord-ouest du bassin des Carpates (en Moravie et en Autriche), sont la preuve de la migration serbe du nord-ouest vers la région du Danube avec le consentement de l'Empire byzantin, mais une telle hypothèse basée sur la céramique n'est pas bien étayée car des analogies céramiques plus proches existent dans le Bas-Danube et en Valachie. Certaines découvertes en Herzégovine et au Monténégro ont également été attribuées aux Serbes arrivant avec d'autres Slaves de la région danubienne ; cependant, l'attribution ethnique générale de découvertes archéologiques spécifiques à la tribu des Croates et des Serbes est très discutable car elle est principalement basée sur des analogies territoriales et « il existe de grandes différences et des conflits parmi les archéologues, ainsi qu'entre les interprétations des historiens, lorsqu'il s'agit de l'immigration des Slaves, c'est-à-dire des tribus de Croates et de Serbes dans les Balkans ». D'après les circonstances historiques, l'une des routes d'invasion slave-avare partait de Sirmium, le long de la Drina, en passant par Zvornik, jusqu'en Bosnie et à Salone en Dalmatie.
La région au nord de la Save fut colonisée au VIe siècle par des habitants de la région occidentale du Danube moyen, puis au VIIe siècle, un autre groupe de Slaves distingué par sa poterie spécifique s'installa dans la région de la Save. Sur la base de preuves archéologiques et linguistiques (la langue slovène ayant de nombreux dialectes et des influences slaves du sud et de l'ouest ; et la toponymie et l'onomastique slaves des Alpes orientales ), la trouée de Ljubljana pourrait être considérée comme un carrefour de différents mouvements tribaux (principalement de la culture de Prague-Korchak), pour au moins deux migrations, la première après 500 après J.-C. et la seconde avant 700 après J.-C.
La répartition des sépultures par crémation et de la poterie archaïque de Prague associée aux premiers Slaves montre une densité plus élevée à la périphérie, en particulier à l'ouest, du Khaganat avar dans la région du Danube moyen. Dans la partie centre-est du bassin des Carpates, les premiers établissements slaves et avars étaient séparés par les « Digues du Diable (en) » (limes sarmaticus). Les Avars ont également construit un système de fortifications dans l'est de la Transylvanie contre les Slaves, mais compte tenu de la quantité de vestiges culturels slaves dans le bassin de Transylvanie, elles n'ont pas réussi à remplir leur objectif. Les objets funéraires de la communauté slave et de ses chefs tribaux ont montré des relations étroites avec les Avars. Cette communauté a été identifiée par les chercheurs comme comportant des éléments des Slaves de l'Ouest, des Croates blancs et très probablement des Slaves de l'Est en général. Des tombes du milieu du VIe siècle contenant des objets prestigieux, découvertes à Ratisbonne en Bavière, indiquent la réinstallation d'un groupe militaire d'élite slave pannonien-moyen-danubien fuyant l'expansion avare dans la partie occidentale du bassin des Carpates,. Hans Losert a également relié cette découverte à un cimetière funéraire trouvé à Enns, près de Linz, en Haute-Autriche. Le territoire de la Haute et de la Basse-Autriche a été peuplé par des Slaves de culture Prague-Korchak (avec quelques migrations supplémentaires du nord et de Carantanie), qui ont ensuite été progressivement assimilés par les Bavarois (en). Dans le bassin méridional des Carpates, la culture de Bijelo Brdo (en) s'est développée vers le milieu du Xe siècle, lorsque les Hongrois sont arrivés.

### Routes migratoires (linguistique)

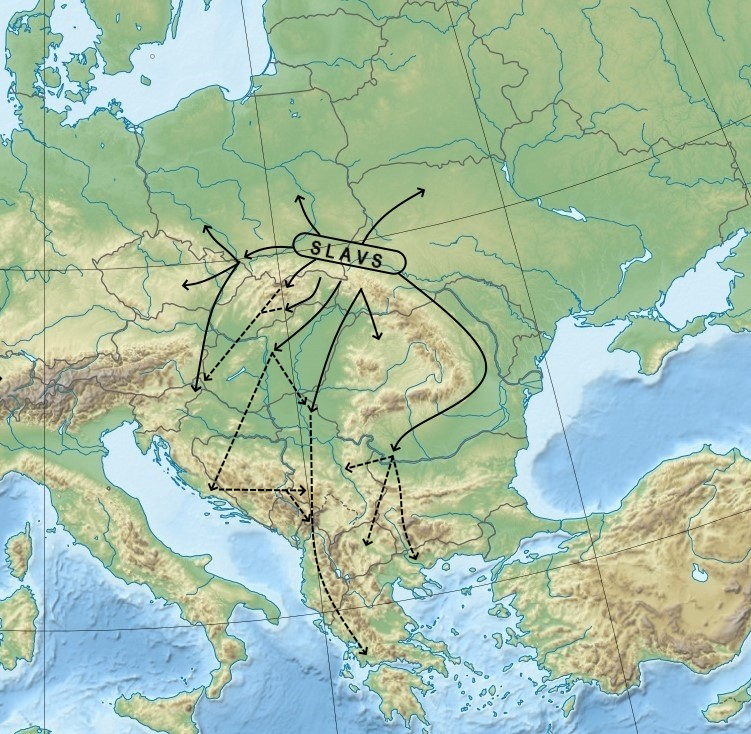
Reconstruction approximative des principales voies de migration des premiers Slaves selon les hydronymes (d'après Udolph 1979, 2016, 2024 ; Rončević 1998).

En se basant sur la distribution et la concentration des hydronymes slaves anciens (apelatifs et noms), Henrik Birnbaum (en) et Jürgen Udolph, entre autres, ont conclu depuis les années 1970 que le point de départ de la migration slave primitive se situait « sur le versant nord des Carpates, approximativement entre la Bucovine et Cracovie »,. Selon Udolph, la « migration des Slaves du Sud se déroule en deux grands flux séparés, d'une part à travers la porte de Moravie vers la Slovénie, la Hongrie et la Croatie, et d'autre part sur le bord oriental des Carpates vers la Serbie et la Bulgarie ». Cependant, la distribution des différents mots liés à l'eau montre des chemins différents qui ne mènent pas nécessairement aux mêmes conclusions. Par exemple, « *jьzvorъ, bagno, sigla, stubel » pourrait indiquer « une immigration depuis la Porte de Moravie, à travers l'Autriche orientale et la Hongrie, vers la Slovénie et la Croatie, puis vers l'Albanie et la Serbie occidentale jusqu'à la Grèce occidentale. L'autre immigration a eu lieu le long de l'arc des Carpates, à travers la Bucovine, la Moldavie, la Dobroudja (en partie à travers la Roumanie/Transylvanie) et le Danube inférieur jusqu'à la Bulgarie et la Grèce orientale ». Dunja Brozović Rončević note cependant qu'Udolph a avancé l'idée que les Slaves étaient plus orientés vers les montagnes que vers les marais et les rivières, ce qui contredit les sources historiques, et a consciemment décidé d'utiliser des données limitées, ne prenant pas en compte la richesse lexicale dialectologique qui montre une distribution beaucoup plus large de mots spécifiques . Dans ses recherches sur le corpus d'hydronymie croate qui comprenait également du matériel dialectologique, elle est arrivée à une conclusion similaire à celle d'Udolph, dont la considération sur deux flux distincts a été expliquée plus en détail : le « groupe slave du sud-ouest » s'est déplacé dans quatre directions, d'abord du sud de la Moravie vers les Alpes orientales, deuxièmement du centre et de l'ouest de la Slovaquie vers les Alpes orientales, troisièmement du centre et de l'est de la Slovaquie vers Budapest d'où l'un s'est déplacé vers la Croatie-Bosnie et l'autre vers le nord de la Serbie, et quatrièmement de l'Ukraine des Carpates vers le sud-est ; le « groupe slave du sud-est » se serait déplacé quant à lui de l'Ukraine le long des pentes orientales des Carpates vers la Roumanie, la Bulgarie, la Macédoine du Nord et la Serbie orientale.
Zbigniew Gołąb (en), en s'appuyant en partie sur les recherches d'Oleg Troubatchiov (ru), a conclu que « la principale route empruntée par les ancêtres des Slaves du Sud dans leur migration vers le sud en direction du Danube était l'ancienne piste à travers les cols des Carpates centrales, soit via la Ruthénie Subcarpathique. À partir de cette étape de transition, les Slaves du Sud se sont ensuite déplacés vers le Danube en suivant deux routes distinctes, l'une plus occidentale, l'autre plus orientale (à travers la Transylvanie).
Les langues slaves du sud constituent un continuum dialectal, mais « elles peuvent être arrivées dans le bassin des Carpates avec quelques divisions dialectales préexistantes (voir Ramovš 1933 et Andersen 1999) ; et l'on sait peu de choses sur les premières distinctions linguistiques parmi les Slaves du sud occidentaux ». Selon Frederik Kortlandt, les premiers Slaves qui parleraient plus tard divers dialectes bulgares et serbo-croates ont migré à travers la Moldavie et la Pannonie. Il considère que selon les isoglosses, « les principales divisions dialectales du slave étaient déjà établies » aux IVe et VIe siècles, et « que la plus ancienne diversité dialectale du slave du Sud occidental remonte à l'époque antérieure aux migrations des Slaves depuis leur patrie d'origine transcarpatique ». Cependant, dans toutes les langues slaves du Sud, on peut trouver des analogies avec les langues slaves de l'Est et de l'Ouest, ce qui implique que les premiers Slaves n'ont pas migré en vagues linguistiques distinctes, mais en groupes mixtes avec une prédominance d'un proto-dialecte spécifique.
La relation linguistique entre le slave du sud et le « slave du nord » pourrait indiquer une localisation de la patrie d'origine des Slaves autour des Carpates, comme l'affirme Ivan Popović, avec le slovène (lié au tchèque) à l'ouest, le serbo-croate (lié au slovaque, en particulier le dialecte slovaque central) au milieu, et le serbo-croate et le bulgare-macédonien (slave oriental) à l'est de cette zone. Il conclut que « l'immigration des Slaves dans les Alpes, la Pannonie, la Dacie et les Balkans s'est déroulée en deux vagues distinctes, bien que plus ou moins partout simultanément. Ces deux vagues ont donné naissance à deux groupes principaux de langues méridionales : un groupe occidental, qui sera plus tard divisé en serbo-croate et slovène, et un groupe oriental (bulgare, vieux-slave, macédonien) ». Selon lui, au moment de la migration ou avant celle-ci, le slave du sud occidental (WSS) était une langue « commune largement uniforme », mais si l'on tentait une « division dialectale préhistorique » par isoglosses jusqu'au IXe siècle, elle serait divisée en une partie sub-occidentale (dialectes slovène, kajkavien, tchakavien et chtchakavien) et une partie sub-orientale (dialecte chtokavien). Cependant, bien qu'une division similaire du WSS soit acceptée par les linguistes, la datation précoce de la division dialectale du WSS par Popović n'est pas fondée car elle remonte à la période post-migration.
Pavle Ivić a également noté que certaines anciennes isoglosses du slave du sud sont d'origine pré-migratoire, et que « avant cette migration, la situation du slave du sud occidental était caractéristique des dialectes parlés dans la plaine pannonienne, et la situation orientale caractéristique de ceux des plaines daces, qui étaient séparées des premières par les montagnes des Carpates au nord de la Porte de Fer »,. Un faisceau d'isoglosses courant le long de la frontière serbo-bulgare pourrait s'expliquer par différentes hypothèses, très probablement l'existence d'une population romanophone et albanophone et un mouvement vers l'est des Slaves du Sud occidentaux,. Un autre groupe d'anciennes isoglosses sépare le slovène et le kajkavien du chtokavien et du tchakavien (à l'exclusion du tchakavien du nord-ouest), et ces « dialectes slaves du sud les plus au nord-ouest constituaient autrefois une sorte de transition entre les groupes linguistiques slaves du sud et de l'ouest ». Comme l'a noté Aleksandar Loma (en), l'ancienne isoglosse « *tj/*dj > *šć/đ versus *št/žd » sépare approximativement les zones linguistiques slovène, kajkavienne, tchakavienne et chtokavienne occidentales des zones linguistiques chtokavienne orientale, bulgare, macédonienne et roumaine.
Les migrations des anciens dialectismes proto-slaves peuvent être observées dans le vocabulaire, comme dans la distribution des lexèmes « dъždь-kiša », « *želězo-gvožđe », « *sad´a-čađ »,, et des mots utilisés pour désigner différents types de charrue. Bogo Grafenauer (en) considère que la première vague de Slaves dans les Alpes orientales et le nord de l'Istrie est venue du nord de la région slave occidentale de Pannonie, tandis que la deuxième vague, comprenant les Croates, est venue de l'est de la région slave du sud. Ludmila Vergunova, dans ses recherches sur les isoglosses lexicales des mots proto-slaves (par exemple *polnъ, *gora, *golь/*golina, *dĕlъ, *bьrdo, *slopъ, *solpъ, *skokъ, *bъlkъ/*bъlčь, *jьzvorь, *pьrtь, *brьvь/*brьva, *rapa/*ropa, *bara) et les synonymes lexicaux slaves du sud (*vatra/*ogьnь; *kqtja/*hiža/*izba; *sedlo/*vьsь; *lĕsь/gvozd; *ostrovъ/*otokъ), a constaté que «  les dialectes ukrainiens des Carpates et des sous-Carpates et les dialectes slovaques de l'est... ont nombreuses correspondances avec la partie sud-est de la péninsule centrale des Balkans », tandis que le slovène, le kajkavien, le tchakavien (du Nord) et certains dialectes macédoniens « ne partagent pas d'anciennes isoglosses lexicales et sémantiques avec la région des Carpates orientales », ce qui en fait peut-être « des sruvivances de la langue de la première vague de colons slaves de l'ère des contacts avars-slaves ». Joseph Schallert et Marc L. Greenberg, concernant la distribution du lexème « *gъlčěti » (« parler », « faire du bruit », « gronder »), ont conclu qu'il a été apporté de la plaine danubienne du nord-est à la Bulgarie, mais aussi à la Slovénie et à la Croatie (le groupe dialectal slovène pannonien étant probablement originaire du bassin sud-est du Danube-Sava), mais qu'il est totalement absent dans d'autres pays parlant le chtokavien et en Macédoine. Ekaterina Yakouchkina a également trouvé des isoglosses lexicales de synonymes proto-slaves entre les parties occidentales et orientales du continuum dialectal serbo-croate,, ainsi qu'entre le chtokavien occidental et oriental,. Mijo Lončarić et Pavao Krmpotić ont conclu que le slovène et le kajkavien, en tant que dialectes slaves du sud, formaient un continuum dialectal avec les langues slaves occidentales, en particulier le slovaque central qui présente des caractéristiques slaves du sud de base, avant l'arrivée des Hongrois dans le bassin des Carpates,. Aexandar Loma, en s'appuyant sur l'onomastique et les lexèmes, a indiqué la possible migration d'une vague vers les Balkans à partir d'une zone de l'actuelle Russie occidentale.
Sur la base de recherches toponymiques, Iordan Zaimov a considéré que les Slaves ont traversé le Danube autour de Vidin, qu'une vague plus petite est allée vers l'est le long du fleuve, tandis que la vague principale est allée vers le sud le long des fleuves Timok et Grande Morava, divisée en deux sous-vagues, l'une allant en Macédoine, Tessalie, Albanie (où s'est formée la culture de Komani-Kruja (en)), Grèce, Péloponnèse et Crète, une autre partant vers la côte nord de la mer Égée et de la mer de Marmara.

### Diffusion de la langue slave
Alan Timberlake (en) avance que la langue slave s'est principalement propagée en Europe du Sud-Est par la migration des Slaves (Diffusion démique). Son expansion rapide a été facilitée par une colonisation clairsemée, des prouesses militaires, une agriculture mobile, la croissance démographique, le dépeuplement constant des indigènes qui a commencé avant l'arrivée des Slaves, l'assimilation slave des personnes capturées (en particulier les femmes et les enfants) et l'adoption éventuelle de la langue par les peuples coexistants. Selon lui, un simple changement de langue n'est pas possible dans une coexistence instable (les autochtones au sud du Danube étant constamment attaqués par les Slaves), et le slave n'était pas une langue commerciale, ni une lingua franca, ni une partie d'un modèle de vague, car il n'a pas connu de simplification radicale et de créolisation. H. Andersen, dans ses recherches sur la phonologie, la morphologie et les lexèmes slaves, a trouvé des reflets de diverses expansions, ce qui « soutient l'interprétation selon laquelle la koiné slave commune n'était pas une création de la période avare, comme certains l'ont pensé, mais était un moyen de communication interethnique en développement bien avant les années 500 ».
Jouko Lindstedt et Elina Salmela ont également conclu que la propagation du proto-slave était due à la migration et à l'effet fondateur, et « non attribuable à une fonction de lingua franca dans une grande région, comme on le suppose souvent », car un tel raisonnement est contredit par le manque de connaissances historiques sur les langues utilisées dans le Khaganat avar, le manque d'influence avare en dehors du bassin des Carpates, le fait que les Slaves soient devenus une population ethnique répandue avant l'arrivée des Avars, et « le slave de la période d'expansion ne présente pas de changements typiques des lingua franca... Le proto-slave tardif (ou slave commun) est resté une langue morphologiquement complexe, et son système accentologique compliqué en particulier... ne montre aucune trace d'une possible fonction de lingua franca ». Dans le cas du slave du Sud, ils proposent une migration parallèlement au mélange avec la population indigène, un « changement de langue vers et depuis le slave », « alors que le passage beaucoup plus ancien au slave dans les Balkans byzantins était probablement motivé par l'ouverture des groupes tribaux slaves, qui sont restés le seul type de structure sociale locale après l'effondrement partiel des structures impériales dû à la peste justinienne ».

## Génétique

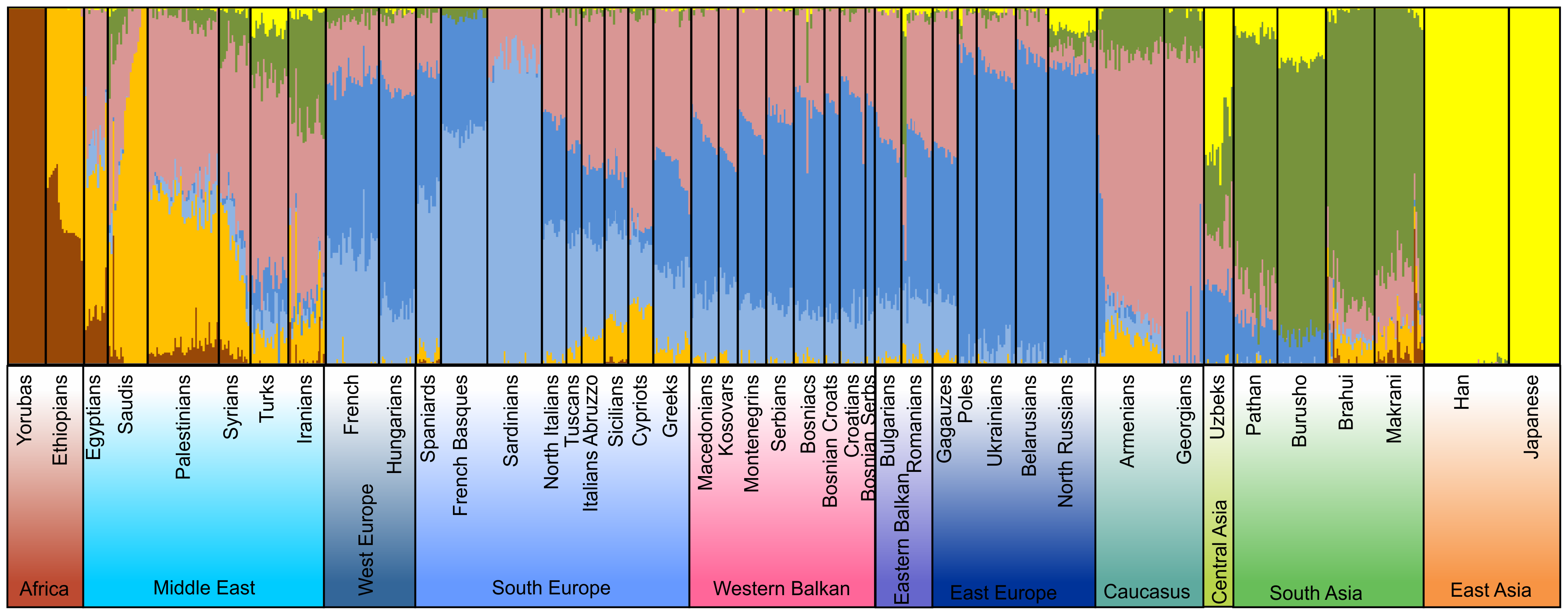
Analyse de mélange des SNP autosomiques de l'Europe du Sud-Est dans un contexte global au niveau de résolution de 7 populations ancestrales présumées : la composante africaine (marron), sud/ouest européenne (bleu clair), asiatique (jaune), moyen-orientale (orange), sud-asiatique (vert), nord/est européenne (bleu foncé) et caucasienne (beige).

Selon l'enquête autosomique IBD (en) de 2013 « sur l'ascendance généalogique récente au cours des 3 000 dernières années à l'échelle continentale », les locuteurs de la langue serbo-croate partagent un très grand nombre d'ancêtres communs datés de la période de migration il y a environ 1 500 ans avec la Pologne et la Roumanie ainsi que la Bulgarie. La cause en serait l'expansion hunnique et slave, qui était le fait d'une « population relativement petite qui s'est étendue sur une vaste zone géographique » ; « l'expansion des populations slaves dans des régions de faible densité de population à partir du VIe siècle » coïncidant « fortement avec la distribution moderne des langues slaves ». Selon Kushniarevich et al. 2015, l'analyse IBD de Hellenthal et al. (2014) a également trouvé « des événements de mélange multidirectionnels parmi les Européens de l'Est (slaves et non-slaves), datés d'environ 1 000 à 1 600 ans avant le présent », ce qui coïncide avec « la période proposée pour l'expansion slave ». L'influence slave est « datée de 500 à 900 après J.-C. ou un peu plus tard, avec plus de 40 à 50 % parmi les Bulgares, les Roumains et les Hongrois ». L'analyse IBD de 2015 a révélé que les Slaves du Sud ont une proximité moindre avec les Grecs qu'avec les Slaves de l'Est et les Slaves de l'Ouest et qu'il existe des « modèles uniformes de partage IBD entre les Slaves de l'Est et de l'Ouest, les populations « interslaves » (Hongrois, Roumains et Gagaouzes) et les Slaves du Sud, c'est-à-dire à travers une zone de mouvements historiques supposés de personnes incluant les Slaves ». Le léger pic de segments IBD partagés entre les Slaves du Sud et de l'Est-Ouest suggère une « ascendance slave » partagée. Selon une analyse récente des brassages génétiques, les Slaves du Sud présentent une uniformité génétique,, avec une composante génétique ancestrale modélisée dans l'étude culminant chez les locuteurs baltes, étant élevée chez les Slaves de l'Est (80-95 %) ainsi que chez les Européens de l'Ouest et du Nord-Ouest (Allemands, Orcadiens, Suédois), et entre 55 et 70 % chez les Slaves du Sud. Selon une étude de 2017 sur le mélange de la population grecque du Péloponnèse, « l'ascendance slave des sous-populations du Péloponnèse varie de 0,2 à 14,4 % ».
Les résultats de l'étude ADN-Y de 2006 « suggèrent que l'expansion slave a commencé à partir du territoire de l'Ukraine actuelle, soutenant ainsi l'hypothèse qui place la plus ancienne patrie connue des Slaves dans le bassin du Dniepr moyen ». Selon les études génétiques réalisées jusqu'en 2020, la distribution, la variance et la fréquence des haplogroupes ADN-Y (en) R1a et I-M438 (en) et de leurs sous-clades R-M558, R-M458 et I-CTS10228 parmi les Slaves du Sud sont en corrélation avec la propagation des langues slaves au cours de l'expansion slave médiévale depuis l'Europe de l'Est, très probablement depuis le territoire de l'Ukraine actuelle et du sud-est de la Pologne.
Une étude archéogénétique de 2022 publiée dans la revue Science a comparé des échantillons de population antique, médiévale et moderne et a constaté que les migrations slaves médiévales « ont profondément affecté la région », entraînant la réduction de l'ascendance néolithique anatolienne en Europe du Sud-Est. Les populations préslaves du sud-est de l'Europe ont la plus grande composante d'ascendance néolithique anatolienne, tandis que les Slaves actuels en dehors de l'Europe du Sud-Est en ont la plus faible, « les populations actuelles du sud-est de l'Europe se situant entre les deux extrêmes ». Parmi les populations actuelles, « les Grecs et les Albanais ont davantage d'ascendance néolithique anatolienne que leurs voisins slaves du Sud ». Une étude archéogénétique de 2023 publiée dans la revue Cell, basée sur 146 échantillons, a confirmé que la propagation de la langue et de l'identité slaves était due à de grands mouvements de personnes, hommes et femmes, ayant une ascendance spécifique d'Europe de l'Est et que « plus de la moitié de l'ascendance de la plupart des peuples des Balkans aujourd'hui provient des migrations slaves, avec environ un tiers d'ascendance slave même dans des pays comme la Grèce où aucune langue slave n'est plus parlée aujourd'hui »,. Le mélange slave du haut Moyen Âge a été calculé à 66,5 ± 2,7 % chez les Croates, 58,4 ± 2,1 % chez les Serbes, 55,4 ± 2,4 % chez les Roumains, 51,2 ± 2,2 % chez les Bulgares, 31 ± 5,3 % chez les Albanais, 29,9 à 40,2 % chez les Grecs du Péloponnèse et de Macédoine, 17,9 à 19,7 % chez les Grecs de Crète et des Cyclades et 3,5 ± 2,2 % chez les Grecs du Dodécanèse. Les données ont également montré que les haplogroupes Y-ADN I2a-L621 et R1a-Z282 sont absents dans l'Antiquité et n'apparaissent que depuis le début du Moyen Âge et qu'ils étaient « toujours associés à une ascendance apparentée à l'Europe de l'Est dans le génome autosomique, ce qui soutient que ces lignées ont été introduites dans les Balkans par des migrants d'Europe de l'Est au cours de la période médiévale précoce ».